# Epidendrum apaganoides
Epidendrum apaganoides es una especie de orquídea epífita del género Epidendrum.

## Descripción
Es una orquídea de pequeño tamaño que prefiere el clima cálido con hábitos de epifita y con tallos de hojas ocultas muy comprimidas por debajo y vainas con hojas por encima oblongas, emarginadas, coriáceas, conduplicadas hacia la base. Florece en la naturaleza desde el verano hasta principios de invierno en una inflorescencia terminal, subsésil, con ovadas brácteas florales y grupos de 3 a 5 flores.

## Distribución
Se encuentra en el Perú en Pasco (Oxapampa), Veracruz, México.Distrito de Villa Rica en los bosques húmedos en altitudes de 1000 metros.

## Taxonomía
Epidendrum apaganoides fue descrita por D.E.Benn. & Christenson y publicado en Icones Orchidacearum Peruviarum 3: pl. 450. 1998.
Etimología
Ver: Epidendrum
apaganoides: epíteto que se refiere a su similitud con Epidendrum apaganum.